# Iloilo City

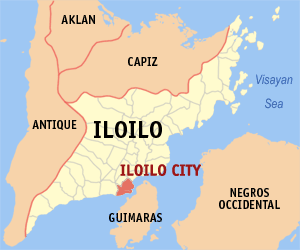
Iloilo Citys läge i provinsen Iloilo.

Iloilo City är en stad på ön Panay i Filippinerna. Den är administrativ huvudort för provinsen Iloilo samt regionen Västra Visayas och har 365 820 invånare (folkräkning 1 maj 2000).
Staden är indelad i 180 smådistrikt, barangayer, varav samtliga är klassificerade som tätortsdistrikt.